# Ordre de Saint-Georges (Hanovre)
Pour les articles homonymes, voir Ordre de Saint-Georges (homonymie).
 L'ordre de Saint-Georges (en allemand Sankt Georgs-Orden) est fondé par Ernest-Auguste Ier roi de Hanovre, le 23 avril 1839. Dans les statuts établissant l'attribution, il a été désigné comme l'ordre de la maison du royaume de Hanovre. L'ordre possède un grade unique. Il est limité à 16 membres, à l'exclusion des membres de la famille royale. 

## Insignes
L'insigne est une croix de Malte à huit pointes, surmontée d'une couronne en or. Les bras sont recouverts d'émail bleu avec des garnitures et des boules dorées au bout de la croix. Entre les bras, figurent des lions dorés. Un médaillon rond au centre et représentant Saint George à cheval dans un duel avec un dragon vert. Le dos a le chiffre du fondateur de l'ordre EAR ( Ernestus Augustus Rex ). 
L'étoile de l'ordre est en argent brillant à huit bras. Au centre se trouve la scène de Saint George et du dragon qu'il a tué, entouré d'un anneau en émail rouge avec la devise latine de l'ordre "Nunquam retrorsum" en or. 
Le ruban de l'ordre est cramoisi foncé. 

## Récipiendaires
Un total de 82 récipiendaires peut être documenté, y compris le ministre d'État hanovrien Charles Alten, le ministre d'État prussien Guillaume de Sayn-Wittgenstein-Hohenstein, au ministre autrichien Klemens Wenzel von Metternich et les maréchaux Joseph Radetzky et Alfred de Windisch-Graetz. La dernière récompense documentée est faite en 1900 par Ernest-Auguste de Hanovre à son gendre Max de Bade après son mariage avec la fille aînée du prince héritier. 
| Période   | Récipiendaires |
| --------- | -------------- |
| 1839-1866 | 78             |
| 1878-1900 | 4              |